# Rada Czytelnictwa i Książki
Rada Czytelnictwa i Książki – organ doradczy Prezesa Rady Ministrów powołany uchwałą Prezydium Rządu z 1952 r., w celu zapewnienia pomocy instytucjom i organizacjom odpowiedzialnym za upowszechnianie czytelnictwa oraz w celu przezwyciężenia stwierdzonych niedomagań i przyspieszenia rozwoju czytelnictwa w Polsce, jako jednego z poważnych czynników dokonywującej się rewolucji kulturalnej.
Rada nadzorowana była przez Prezesa Rady Ministrów za pośrednictwem Sekretarza Generalnego Rady.

## Zakres działania Rady
W szczególności do zakresu działalności Rady należało:
- mobilizowanie dla akcji rozpowszechnienia książki i szerzenia czytelnictwa współdziałania rad narodowych, masowych organizacji społecznych, partii politycznych, związków zawodowych i instytucji oświatowo-kulturalnych,
- koordynowanie prac prowadzonych przez resorty, urzędy, instytucje i organizacje masowe przy organizowaniu sieci bibliotecznej, rozprowadzania książek, rozwijania nowych form pracy z czytelnikami, poradnictwa i propagandy książki i udzielanie pomocy w tym zakresie,
- popieranie, koordynowanie i zlecanie badań prowadzonych przez ośrodki naukowo-badawcze, specjalnie w tym celu powołane w Centralnym Urzędzie Wydawnictw, Przemysłu Graficznego i Księgarstwa oraz Centralnym Zarządzie Bibliotek, mające na celu wysuwanie odpowiednich wniosków na podstawie analizy potrzeb terenu dla działalności wydawniczej i rozpowszechnienia książki i czytelnictwa,
- stawianie wniosków w dziedzinie działalności wydawniczej i rozpowszechnienia książek dla masowego odbiorcy.

## Organy Rady
Organami Rady byli:
- Przewodniczący Rady;
- plenarne zebranie Rady;
- Prezydium Rady;
- Sekretariat Generalny Rady;
- terenowe rady czytelnictwa i książki

Przewodniczącego i członków Rady powoływał Prezes Rady Ministrów spośród przedstawicieli właściwych resortów, urzędów, instytucji oświatowo-kulturalnych, organizacji społecznych, związków zawodowych oraz wybitnych specjalistów w zakresie druku i rozpowszechniania książek, a także czytelnictwa.

## Zadania plenarnego zebranie Rady
Do plenarnego zebrania Rady należało:
- uchwalenie regulaminu obrad plenarnego zebrania Rady;
- ustalanie planu pracy Rady oraz wytycznych pracy Sekretariatu Generalnego Rady;
- zatwierdzanie półrocznych i rocznych sprawozdań z działalności Sekretariatu Generalnego Rady.

## Zadania Prezydium Rady
Do zadań Prezydium Rady należało:
- czuwanie nad bieżącą pracą Rady;
- zatwierdzanie miesięcznych i kwartalnych planów pracy Sekretariatu Generalnego Rady oraz miesięcznych i kwartalnych sprawozdań z działalności Sekretariatu Generalnego Rady;
- powoływanie stałych i doraźnych komisji Rady na wniosek Sekretarza Generalnego Rady;
- zlecanie ośrodkom badawczym przy Centralnym Urzędzie Wydawnictw, Przemysłu Graficznego i Księgarstwa oraz Centralnym Zarządzie Bibliotek lub rzeczoznawcom prac zleconych z zakresu poszczególnych dziedzin działalności wydawniczej, czytelnictwa i rozprowadzania książek.

## Sekretariat Generalny Rady
Sekretarz Generalny, dyrektor Sekretariatu oraz podległe mu biuro tworzyli Sekretariat Generalny.
Na czele Sekretariatu stał Sekretarz Generalny Rady, powoływany przez Prezesa Rady Ministrów i wchodzący w skład członków Rady i jej Prezydium.
Dyrektora Sekretariatu Rady mianował Prezes Rady Ministrów na wniosek Prezydium Rady.

## Zadania Sekretarza Generalnego
Sekretarz Generalny Rady:
- opracowywał plany pracy Rady;
- wykonywał uchwały plenarnego zebrania Rady oraz Prezydium Rady i był odpowiedzialny za ich wykonanie;
- uzgadniał z odpowiednimi władzami, instytucjami i organizacjami sprawy należące do zakresu działania Rady;
- opracowywał i składał okresowe sprawozdania z działalności Rady Prezesowi Rady Ministrów oraz

Prezydium Rady i plenarnemu zebraniu Rady;
- kierował biurem Sekretariatu Generalnego Rady przez dyrektora Sekretariatu;
- decydował w sprawach nie zastrzeżonych Prezydium Rady lub innym władzom.